# Hans-Ulrich Wehler
Hans-Ulrich Wehler, nemški zgodovinar, * 11. september 1931, Freudenberg, Severno Porenje - Vestfalija, † 5. julij 2014, Bielefeld, Severno Porenje - Vestfalija.
Znan je bil po svojem levo-liberalnem nazoru, pripadnik t. i. bielefeldske šole, ki je analizirala zgodovino s sociološkimi orodji in kvantifikacijo, ter kritičnih študijah Nemčije 19. stoletja.

## Dela
- Bismarck und der Imperialismus, 1969.
- Geschichte als historische Sozialwissenschaft, 1973.
- Krisenherde des Kaiserreichs, 1871-1918, 1973.
- Modernisierungstheorie und Geschichte, 1975.
- Historische Sozialwissenschaft und Geschichtsschreibung, 1980.
- ""Deutscher Sonderweg" oder allgemeine Probleme des westlichen Kapitalismus" strani 478-487 iz Merkurja, Knjiga 5, 1981.
- Preussen ist wieder chic: Politik und Polemik in zwanzig Essays, 1985.
- Deutsche Gesellschaftsgeschichte, knjige 1-5, 1987-2008.
- Entsorgung der deutschen Vergangenheit: ein polemischer Essay zum "Historikerstreit", 1988.
- Nationalismus und Nationalstaat: Studien zum nationalen Problem im modernen Europa, skupaj z Ottom Dannom in Theodorjem Schiederjem, 1991.
- Die Gegenwart als Geschichte, 1995.